# Mitsuo Nonami
Mitsuo Nonami (Japans: 野波 光雄, Nonami Mitsuo) (Naha, 7 maart 1944) is een Japans componist, muziekpedagoog en dirigent.

## Levensloop
Nonami kwam in zijn jonge jaren door een mondharmonica in aanraking met muziek. Hij studeerde muziektheorie en compositie bij onder andere Bin Kaneda aan het Nemono Muziekinstituut. Voor en gedurende zijn studie speelde hij 's avonds in jazz-ensembles. Hij werd lid van een Amerikaanse legermuziekkapel die gestationeerd was in Japan. Later kreeg hij een baan bij de Yamaha Foundation, waar hij meer dan 35 jaar werkte. Van deze stichting werd hij in het begin gestuurd om bijvoorbeeld de National Day parade in Singapore muzikaal te openen. Daarop volgde een seminaar voor leraren en dirigenten aldaar. Vervolgens doceerde hij in Maleisië opleiders vanuit meer dan 12 landen. Sindsdien trok hij door het hele land en trainde school-harmonieorkesten en kwam ieder jaar, ten minste alle twee jaren terug naar Maleisië om dit soort training in andere scholen of steden te herhalen.
Naast bewerkingen van klassieke muziek voor harmonieorkest schrijft hij ook eigen werk voor dit medium. Nonami is een veelgevraagd jurylid bij concertwedstrijden in de Zuid-Oost Aziatische regio.

## Composities

### Werken voor harmonieorkest
- Asian Selection 1[1]
  1. Indonesia (Bengawan Solo)
  2. Philippines (Bamboo Dance)
  3. Thailand (Folk Dance)
  4. Malaysia (March)
  5. Singapore (Singapura)
- Asian Selection 2[2]
  1. Burung Pipit Tuli
  2. Bangun Tidur
  3. 1-2-3 Semua-Nya
  4. Dahil Saiyo
- Cha Cha Flamenco
- Chinese Familiar Favorites[3]
- Prelude To Return
- Together, mars
- Apple V, mars
- Apple Pie, mars
- Rasa Sayang
- The Great Motherland (Tanah Pusaka)
- Sway Quien Sera
- Music Message "Hope For The Future"[4]
- New Hope
- Polyushka Polye March
- March "Vuelva a Paipa"
- March "Shortcut to the Future"
- 可爱的玫瑰花
- 夜来香